# Nattens barn (TV-serie)
Nattens barn (TV-serie) var en miniserie på 4 halvtimmeslånga avsnitt som visades i SVT 1995. Regissör var Lisa Ohlin. 
Serien byggde på ungdomsromanen "Juliane och jag" av Inger Edelfeldt. Huvudpersonen Kim är inte särskilt populär i skolan. Men så kommer Juliane dit. Juliane och Kim är båda intresserade av goth, vampyrer och häxor och ägnar sig åt häxkonster för att få som de vill.

## Rollista, urval
- Anastasia Ax - Kim
- Dubrilla Ekerlund - Juliane
- Joanna Sundström-Brost - Yvonne
- Clara Pawlo - Gunilla
- Jennie Eriksen - Sussie
- Joakim Croneström - Kuno
- Martin Lindqvist - Kenta
- Bo Fager - Micke
- Lena-Pia Bernhardsson - Kims mamma
- Jonas Falk - Kims pappa
- Ivan Mathias Petersson - Erland, Kims bror
- Per Sandberg - Drömprinsen
- Bengt Ljusner - Djävulen